# Mindaugas Sušinskas
Mindaugas Sušinskas (Alytus, Lituania, 22 de febrero de 1995) es un baloncestista lituano. Con 2,01 metros de estatura, juega en la posición de alero en las filas del Bàsquet Girona de la Liga Endesa. 

## Trayectoria deportiva
Sušinskas es un jugador formado en el KK Alytaus Dzūkija de su ciudad natal, con el que debutó en la Lietuvos Krepšinio Lyga en la temporada 2015-16. 
En julio de 2020, tras cinco temporadas con el KK Alytaus Dzūkija, firma con el Krepšinio klubas Prienai de la Lietuvos Krepšinio Lyga.
En la temporada 2021-22, firma por el Niners Chemnitz de la Basketball Bundesliga por dos temporadas. 
El 31 de julio de 2023, firma por el Bàsquet Girona de la Liga Endesa.